# Arambourgiania philadelphiae
Arambourgiania philadelphiae — вид викопних птеродактилевих (Pterodactyloidea) плазунів, верхньокрейдові рештки яких знайдено в Йорданії і можливо США.

## Опис
Це одна з найбільших тварин, здатних до польоту. Голотип складається з дуже подовженого шийного хребця, ймовірно, п'ятого. Скам'янілість вивчав Каміль Арамбур, на честь якого пізніше тварину назвали. Видова назва стосується назви Аммана в Античності. Розмах крил істоти за одними оцінками становив 12 метрів, а за іншими оцінками — 7 метрів.

## Галерея

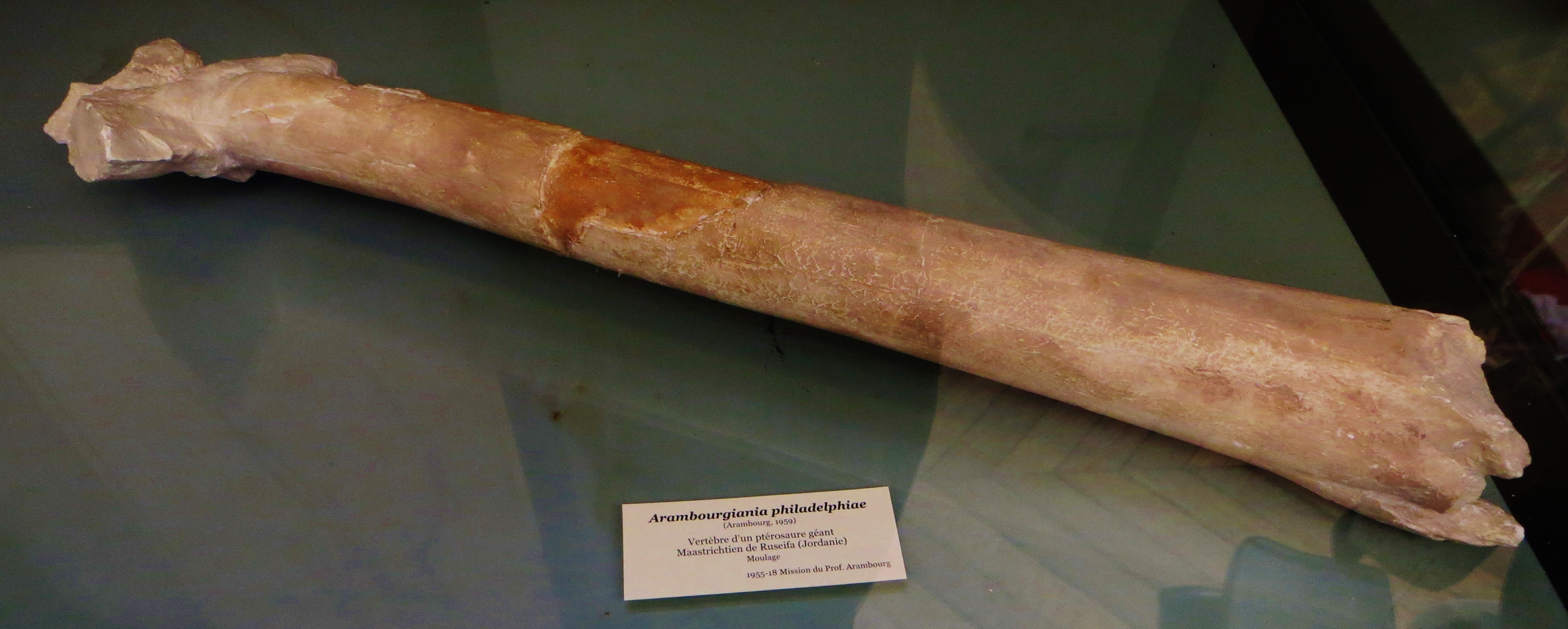
Скам'янілість-голотип
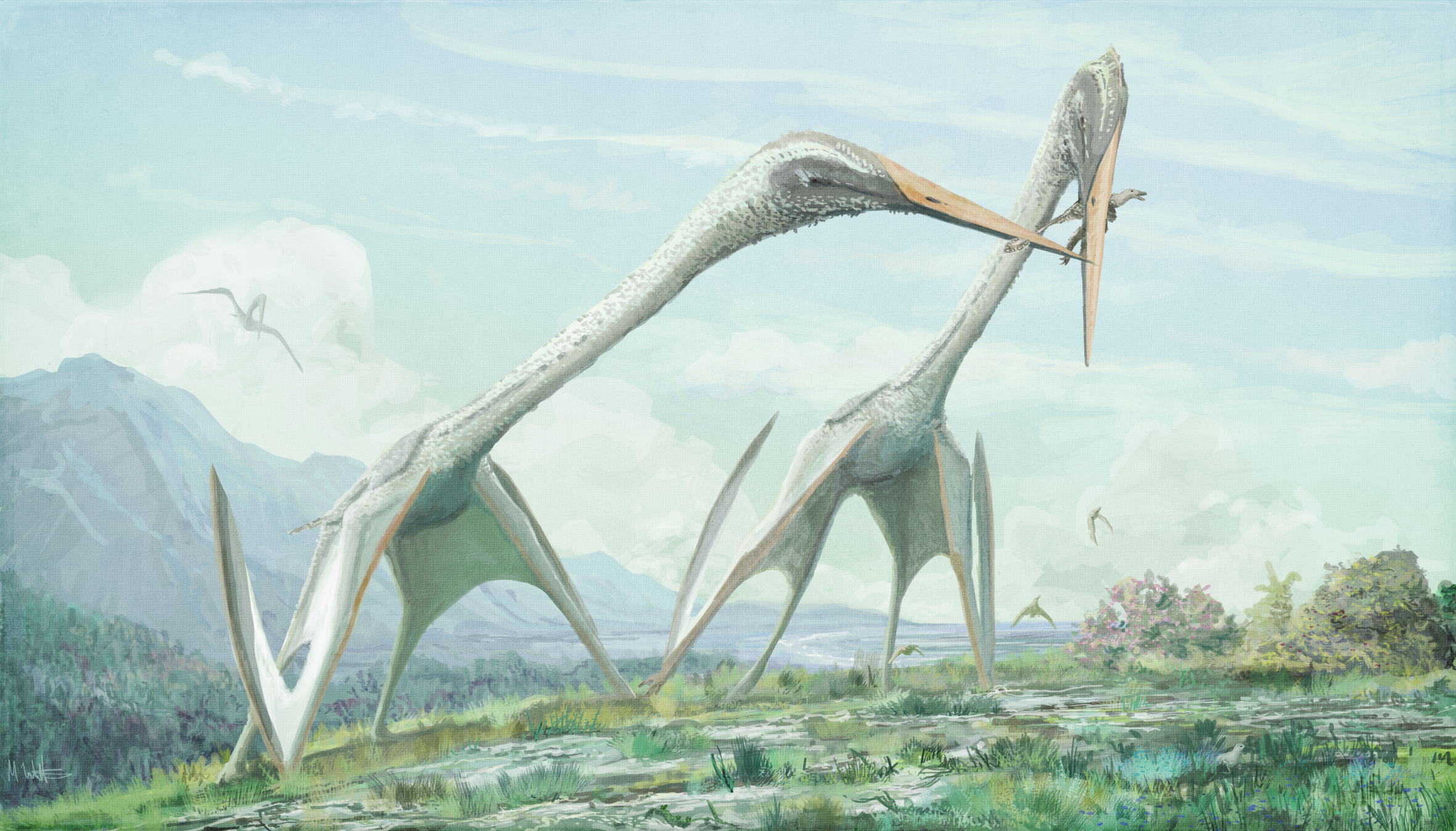
Реконструкція двох арамбуріаній
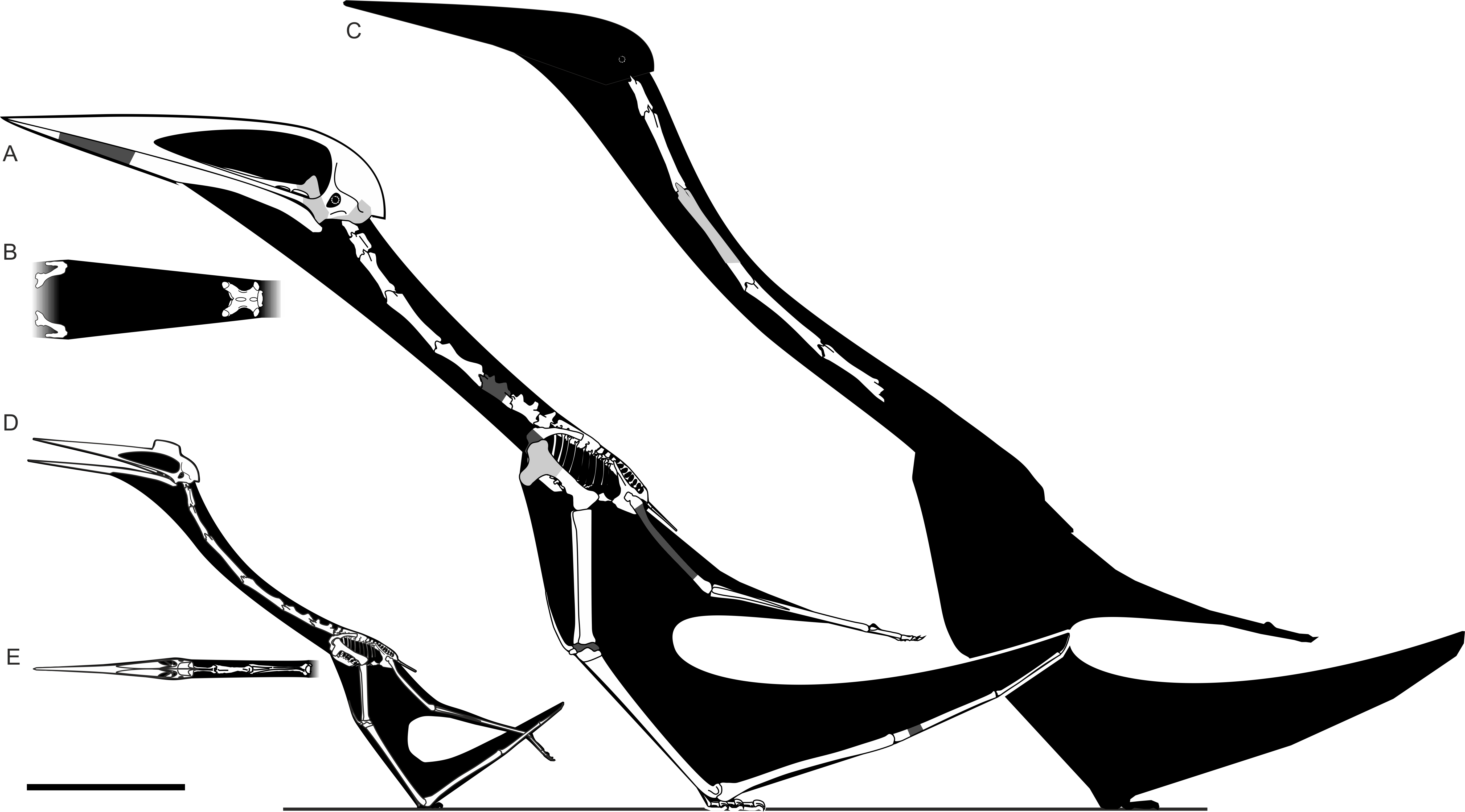
Скелетні реконструкції Arambourgiania (C), Hatzegopteryx (A) та видів Quetzalcoatlus (D) з відомими частинами сірого кольору